# Haragucsi Genki
Haragucsi Genki (原口 元気; Kumagaja, 1991. május 9. –; Hepburn: Haraguchi Genki) japán válogatott labdarúgó, a német élvonalbeli Union Berlin játékosa.

## Sikerei, díjai

### Klubcsapatokban
- Fortuna Düsseldorf
  - Bundesliga 2: 2017–18

### A válogatottban
- Japán
  - EAFF Kelet-ázsiai bajnokság: 2013